# 見積 (プロジェクト管理)
プロジェクトマネジメント（エンジニアリングなど）では、正確な見積が健全なプロジェクト計画の基礎となる。エンジニアが正確な見積もりを行うのを支援するために、次のような多くのプロセスが開発されている。
- アナロジーベースの推定
- 区画化（つまり、タスクの内訳）
- 見積原価計算
- デルファイ法
- 見積もり結果の文書化
- 教養のある仮定
- 各タスクの見積もり
- 履歴データの調査
- 依存関係の特定
- パラメトリック推定（英語版）
- リスクアセスメント
- 構造化された計画

ソフトウェアプロジェクトの一般的な見積もり方法は次の通り。
- COCOMO
- Cosysmo（英語版）
- イベントチェーンの方法論（英語版）
- ファンクションポイント法
- プランニングポーカー（英語版）
- プログラム・エバリューション・アンド・レビュー・テクニック（PERT）
- プロキシベースの見積もり（英語版）（PROBE）（パーソナルソフトウェアプロセス（英語版）から）
- 計画ゲーム（エクストリーム・プログラミングから）
- 加重マイクロファンクションポイント（英語版）（WMFP）
- ワイドバンドデルファイ（英語版）